# Red Moon Architect
Red Moon Architect ist eine 2011 gegründete Gothic-Metal-, Melodic-Death- und Funeral-Doom-Band.

## Geschichte
Red Moon Architect begann als Soloprojekt von dem in Kouvola lebenden Schlagzeuger Saku Moilanen, wurde jedoch zunehmend von ihm zu einer vollständigen Band erweitert. Dennoch behielt er sich anhaltend vor als kreativer Kopf der Gruppe zu fungieren.

### Concealed Silence
Das Debüt Concealed Silence spielte Moilanen mit den Gästen Frans Aalto und Anni Viljanen ein. Das 2012 über Inverse Records veröffentlichte Debüt wurde von Peter Mildner für Metal.de als „ein recht genaues Abbild dessen […], was BLACK SUN AEONs Bandkopf und Multiinstrumentalist Tuomas Saukkonen bereits seit drei Alben höchst eingängig und erfolgreich vormacht“ mangelnde Eigenständigkeit attestiert. Ähnlich wurde das Album für das Webzine Bleeding4Metal beschrieben, mal klänge „es nach INSOMNIUM in langsamer, mal nach THE RASMUS in langsamer und eben immer nach BLACK SUN AEON.“ Häufig wurde auch die geringe Spielzeit bemängelt, derweil diese in einer für das Twilight Magazin verfassten Besprechung relativiert, als „Qualität vor Quantität.“

### Fall
An die Veröffentlichung des Debüts anschließend formierte er mit den Gitarristen Matias Moilanen und Mikko Heikkilä, dem Bassisten Jukka Jauhiainen und dem Sänger Juuso Turkki eine erste stabile Bandkonstellation. Die Bandkonstellation entstand laut Moilanen um erste Auftritte mit Red Moon Architect zu absolvieren. Derweil sei die Band weder als dauerhaftes Soloprojekt, noch als Band geplant gewesen. Die Arbeit allein bot sich Moilanen lediglich für die erste Albumproduktion an, die Entscheidung Red Moon Architect zur Band auszubauen aus dem Bedürfnis aufzutreten.
In der Besetzung der Auftritte spielte die Band auch das zweite Album Fall ein. Dabei behielt sich Moilanen das Songwriting und Verfassen der Texte weitestgehend vor. Lediglich der Gesang wird freier von den Musikern gestaltet. „“Moilanen beschreibt den Prozess der Gesangsaufnahme als Brainstorming. Die bereits am Debüt beteiligte Sängerin Viljanen arrangierte ihren Gesang vollständig selbst. Mit dem Erscheinen von Fall, 2015 über Playground Music Finnland, verstärkte Red Moon Architect die eigene Präsenz im Web 2.0, unter anderem bewarb die Band die Veröffentlichung durch Musikvideos zu den Stücken Cradle und Betrayed über einen eigenen YouTube-Kanal. Moilanen erläuterte, dass die erhöhte Präsenz, seinem Empfinden nach den Anforderungen des Marktes entspräche. Fall erfuhr international wenig Resonanz, dabei fiel diese jedoch äußerst Positiv aus. Es sei „ein absolut fantastisches Hörerlebnis“ und „das Album, das man 2015 nicht verpassen sollte“.

### Return of the Black Butterflies
Mit Ville Rutanen zog Moilanen für das dritte Album Return of the Black Butterflies einen neuen Sänger hinzu. Return of the Black Butterflies komponierte er binnen zwölf Stunden. Moilanen nannte das 2017, wieder in Kooperation mit Inverse Records veröffentlichte Album, das schnellste von ihm geschriebene.
Zu Return of the Black Butterflies fiel die Resonanz erneut deutlich umfangreicher als zum Vorgänger aus. So schrieb Stefan Wolfsbrunn für Metal.de das Album könne „leichthin als schön und erhaben bezeichnet werden.“ Auch Christian Wögerbauer attestierte Return of the Black Butterflies für Vampster eine „dunkle, aber doch auch erhabene Atmosphäre“. In weiteren Rezensionen wurde dem Album eine „eigene Variante von finnischer Finsternis“, mit „mehr als überzeugend, funeral-doomige Soundlandschaften“ zugesprochen. Diese seien „intensiv und eindringlich“ und Return of the Black Butterflies „schwerer und atmosphärischer als je zuvor“ sowie „klar das beste Album von Red Moon Architect“. Als solches sei es „essentiell“, ein Album, das zu den besten des Jahres zählen könne, und dem Gegenüber es schwer sei ein besseres gelungenes Genre-Album auszumachen.

### Kuura
Mit Kuura, das 2019 erschien variierte Moilanen den Stil der Band und kooperierte mit The Vinyl Division, für eine vorerst exklusive Vinyl-Veröffentlichung, da sich das Unternehmen für den auf Kuura präsentierten Funeral Doom mehr anbot. Er nahm das Album komplett allein auf. Die Entscheidung hierzu basierte auf einer akuten Depression, die sich musikalisch und inhaltlich im Album spiegelte. Kurzfristig plante Moilanen das persönlichere und sich stilistisch unterscheidende Album unter einem anderen Bandnamen zu veröffentlichen, ließ sich jedoch von den restlichen Mitgliedern von Red Moon Architect davon überzeugen, dass das Album als Teil der Diskografie der Band erscheinen solle. Eine Präsentation der Stücke oder des gesamten Albums schloss Moilanen aus. Die Stimmung sei nicht zu reproduzieren und das Album eher zur zurückgezogenen Introspektion als zum Gemeinschaftserlebnis eines Konzerts geeignet. Als solcher wurde Kuura wenig wahrgenommen, sofern geschehen jedoch in dem benannten Kontext gestellt.
Kuura wurde als „schön, roh und deprimierend“ und „tadelloses Beispiel für die düsteren Klanglandschaften, die die Subtilität von Funeral Doom ausmachen“ gelobt.

„Der Mond zeigt sich bei ‚Kuura‘ selten, das Album ist dunkler als die Nacht, verschluckt jedes Leben und gibt sich gnadenlos. Die Seelen der Hörer*innen werden aufgesaugt, die Musiker platzieren ihre Schläge zielgenau auf unseren Verletzungen, lassen sich vom Klavier begleiten. Das klingt nach Untergang, nach dem Ende, nach der Ausweglosigkeit – und hypnotisiert mit dem tiefen Tempo.“

### Emptiness Weighs the Most
Bereits 2020 erschien mit Emptiness Weighs the Most ein Folgealbum zu Kuura, das wieder von der gesamten Band eingespielt wurde und musikalisch zurück zum Melodic Death Doom und Gothic Metal kehrte.
„Eindringlich, kathartisch, wunderschön“ lobte Katrin Riedl das über Noble Demon veröffentlichte Album in einer für das Magazin Metal Hammer verfassten Rezension. In einer für Rock Hard verfassten Plus-Minus-Rezension stellten Jens Peters, der das Album als „Gutklassig“ bewertete, und Andreas Schiffmann, der es als „verzichtbar“ kategorisierte ihre Meinungen gegenüber. In einer ausführlicheren, für das Webzine Musikreviews.de verfassten, Besprechung ergänzte Schiffmann, Emptiness Weighs the Most sei „Keyboard-getränkter finnischer Doom wie am Reißbrett“ entworfen und alsbald vergessen. Anders wertete Mario Loeb diese Genreentsprechung und beschrieb das Album als „Blaupause die immer die richtige Intensivität, Brutalität und Düsternis an den Tag“ lege hinzukommend lobte er die Gesangspaarung. Diesem gelänge es „eine Atmosphäre zu schaffen, die den Hörern in seinen Bann zieht und neun Tracks nicht mehr loslässt.“ Weitere Rezensenten fällten ein ähnliches Urteil und nannten das Album unter anderem „perfekt ausbalanciert“.

## Stil
Red Moon Architect spielt der Banddarstellung des Webzines Doom-Metal.com folgend „einen verträumtem Melodic Death Doom“ der in einer Traditionslinie zu Swallow the Sun, Insomnium und Black Sun Aeon stünde, mit besonders tief gespielten Gitarren-Akkorde, atmosphärischen Keyboardarrangements, mürrisch höhlenartigem Growling und ätherischen Klargesang des femininen Gegenparts. Aus dieser The-Beauty-and-the-Beast-Konstellation wird die Musik auch häufig als Gothic Metal beziehungsweise Gothic Doom kategorisiert und mit Gruppen wie den frühen Tristania und Theatre of Tragedy verglichen.
Aus diesem Stil bricht jedoch das Album Kuura aus. Mit nur geringer Struktur, reduziertem Rhythmus, gequält wirkendem Schreigesang und sphärisch düsteren Passagen, die dem Dark Ambient nahegestellt werden, gilt das Album als melodischer Funeral Doom.

„‚Kuura‘ […] ist ein dreiteiliges Epos, das sich mit langen Passagen und rauen Takten vom Songformat wie auch der perfekten Ausarbeitung des Klangs entfernt hat. Geschrei und Gitarren vermengen sich rauschend zu einem Orkan, Schlagzeug und Bass suchen in dem Sturm ihren Platz.“

## Diskografie
Studioalben
- 2012: Concealed Silence (Inverse Records)
- 2015: Fall (Playground Music Finnland)
- 2017: Return of the Black Butterflies (Inverse Records)
- 2019: Kuura (The Vinyl Division)
- 2020: Emptiness Weighs the Most (Noble Demon)

Musikdownloads
- 2015: Cradle (EP, Playground Music Finnland)
- 2017: Tormented (Single, Inverse Records)
- 2017: Rising Tide (Single, Inverse Records)